# Hannibal traversant les Alpes
Hannibal traversant les Alpes est un tableau peint entre 1810 et 1812 par William Turner. Il mesure 146 × 237 cm. Il est conservé au Tate Britain à Londres. 
Pour Turner, la figure d'Hannibal, ici menant ses armées au combat en Italie, est à relier à la figure de Napoléon. Cette connexion a été explicitement établie avec le portrait officiel de Napoléon peint par David, Bonaparte franchissant le Grand-Saint-Bernard. La tempête représentée dans le tableau ne célèbre pas la puissance d'Hannibal, mais exprime la vulnérabilité de l'homme face à la force écrasante de la nature. Hannibal lui-même n'est pas représenté, et l'attention est centrée sur les victimes de la tempête, les soldats en difficulté.